# Kartjaghbjur (ort)
Kartjaghbjur (armeniska: Կարճաղբյուր) är en ort i Armenien. Den ligger i provinsen Gegharkunik, i den centrala delen av landet, 90 kilometer öster om huvudstaden Jerevan. Kartjaghbjur ligger 1 950 meter över havet och antalet invånare är 2 274.
Terrängen runt Kartjaghbjur är platt åt nordväst, men åt sydost är den kuperad. Terrängen runt Kartjaghbjur sluttar norrut. Närmaste större samhälle är Vardenik, 12,1 kilometer väster om Kartjaghbjur. 
Trakten runt Kartjaghbjur består i huvudsak av gräsmarker. Runt Kartjaghbjur är det ganska tätbefolkat, med 72 invånare per kvadratkilometer.